# Panama
"Panama" — пісня американського рок-гурту Van Halen з альбому 1984. Це був третій сингл з цього альбому та є однією з найпопулярніших пісень гурту. Її написав вокаліст Девід Лі Рот. Одного разу він замислився над формулюванням звинувачення, що часто лунало з уст критиків: Девід пише тільки про вечірки, секс і машини. Проте, як усвідомив автор, в нього ще не було пісні про машини. Це і стало поштовхом до написання, і продиктувало тематику пісні.
На неї було знято відеокліп, записано близько десятка каверів.

## Позиції в чартах
| Чарт (1984)            | Найвища позиція |
| ---------------------- | --------------- |
| Irish Singles Chart    | 30              |
| UK Singles Chart       | 64              |
| U.S. Billboard Hot 100 | 13              |

## Учасники запису
- Девід Лі Рот — вокал
- Едді Ван Гален — гітара, бек-вокал
- Майкл Ентоні — бас-гітара, бек-вокал
- Алекс Ван Гален — ударні